# 5199 Dortmund
5199 Dortmund è un asteroide della fascia principale. Scoperto nel 1981, presenta un'orbita caratterizzata da un semiasse maggiore pari a 2,6194519 UA e da un'eccentricità di 0,1777524, inclinata di 12,24901° rispetto all'eclittica.